# 大府市立大東小学校
大府市立大東小学校（おおぶしりつだいとうしょうがっこう）は、愛知県大府市にある市立小学校。大府市立大府小学校のマンモス校化を解消するために、2012年（平成24年）に大府市9番目の小学校として開校した。

## 沿革
2012年（平成24年）3月14日に竣工式が行われ、2012年4月1日に大府市立大府小学校から分離して開校した。大府市9番目となる小学校である。開校時の学級数は20学級であり、児童数は541人だった。

## 特色
太陽光発電や壁面緑化など環境にも配慮した設備を有している。交流ホールや家庭科室は大府市民に開放されている。2012年の開校時から校内無線LANが導入されており、すべての教室に電子黒板や書画カメラが設置されている。教室と廊下を隔てる壁は可動式であり、壁を開けて教室と廊下を一体的に使用することもできる。

## 地理
学区の東側は境川をはさんで刈谷市に隣接しており、南側は知多郡東浦町に隣接している。学区内には、水田などの農地、工場用地、古くからの町並み、新しい住宅地が混在している。公立学校に進学する場合は大府市立大府中学校に進学する。

## 学区
学区内には東部知多温水プールやグリーンプラザおおぶなどがある。
- 大府市[3]
  - 大府町 : アラタ、峯畑
  - 中央町 : 四丁目、六丁目、七丁目の一部
  - 朝日町 : 二丁目、三丁目、四丁目、五丁目、六丁目の全域、一丁目の一部
  - 若草町 : 四丁目の全域、一丁目の一部、三丁目の一部
  - 大東町 : 全域
  - 横根町 : 砂原の全域、羽根山の一部、浜田の一部、山ノ後の一部